# Propionsav
A propionsav (vagy propánsav) (E280) a természetben is előforduló karbonsavak egyike. Képlete CH3CH2COOH. Tiszta állapotban színtelen, csípős szagú folyadék formájában van jelen; korrozív hatású. Anionját (CH3CH2COO‒) valamint sóit és észtereit egyaránt propionátoknak nevezzük.

## Története
A propionsavat először Johann Gottlieb írta le 1844-ben. Gottlieb a propionsavat a cukortartalmú vegyületek bomlása során izolálta. A következő néhány év során számos más kémikus is azonosította, de mivel különböző úton jutottak el a propionsavhoz, nem tekintették őket egy vegyületnek. 1847-ben Jean-Baptiste Dumas, egy francia kémikus jött rá, hogy ugyanarról az anyagról van szó, és propionsavnak nevezte el (gör. protos = első és pion = zsír), mert ez volt a legkisebb zsírsav (H(CH2)nCOOH), mely más, akkor már ismert zsírsavak tulajdonságait mutatta.

## Tulajdonságok
A propionsav tulajdonságai hasonlóságot mutatnak mind a kisebb karbonsavakkal (hangyasav, ecetsav), mind a nagyobb zsírsavakkal. Vízzel elkeverve elegyet képez, de só hozzáadásával különválasztható. Csakúgy, mint a hangyasav és az ecetsav, a propionsav gőze egyáltalán nem nevezhető ideális gáznak, mert nem különálló propionsav molekulákból áll, hanem két molekula között hidrogénkötés található. Ez a hidrogénkötés folyadék halmazállapotban is jelen van.
A karbonsavak általános tulajdonságaival összhangban, a propionsav is amid, észter, anhidrid és klorid származékokat alkothat. Brómmal halogénezhető (katalizátorként foszfor-tribromidot alkalmazva): CH3CHBrCOOH.
Fémekkel (vas, alumínium) reagál, hidrogént fejleszt.

## Előállítása
Ipari keretek közt általában a propionaldehid oxidációjából nyerik. Kobalt és mangán jelenlétében ez a reakció igen gyors lefolyású, még mérsékelt hőmérsékleten is. Ipari körülmények esetén a reakció ideális hőmérséklete 40-50 °C:
CH3CH2CHO + ½ O2 → CH3CH2COOH
Régebben az ecetsav gyártása során jelentős mennyiségű propionsav keletkezett melléktermékként, de a gyártás technológiájában bekövetkezett változtatások miatt ez a mennyiség napjainkban elhanyagolható.
Biológiai előállítása során a szervezet a koenzim-a-észtert (propionil-CoA) állítja elő, mely a páratlan számú szénatomot tartalmazó zsírsavak, valamint egyes aminosavak bontása során keletkezik. A kérődző állatok gyomrában és az ember verejtékmirigyeiben található propionsavat a Propionibacterium törzsbe tartozó baktériumok állítják elő anaerob lebontás során. A propionsav felelős egyes sajtok és az izzadság jellegzetes szagáért.

## Felhasználása
A propionsav meggátolja egyes penészgombák és baktériumok szaporodását. Ennek eredményeként széles körben használják mind állati, mind emberi fogyasztásra szánt élelmiszerek tartósításához E280 néven.
Állati takarmány esetén általában a propionsavat, vagy annak ammóniával alkotott sóját használják, míg emberi fogyasztásra szánt élelmiszerekben inkább nátrium- vagy kalciumsóját alkalmazzák. Jellegzetes szaga miatt nem alkalmazható nagy töménységben, ezért nincs maximum beviteli korlátja. Előfordulhat egyes sajtokban, pékárukban, pizzákban és egyes hústermékekben. Egyes esetekben mesterséges ízesítők oldószereként adják az élelmiszerhez.
Régebben lábgomba elleni porokban, krémekben is alkalmazták.
Ipari keretek között a cellulózrostok módosítására is használják.

## Biztonsági tudnivalók
A fő veszélyforrás a koncentrált propionsav, mely égési sérülést okozhat. Hosszú távon, igen nagy mennyiség fogyasztása esetén a bélrendszerben tályogot, fekélyt okozhat. Mérgező, vagy rákkeltő hatást nem mutattak ki.

## Előfordulása az emberi szervezetben
A Propionibacterium acnes nevű baktérium termeli, mely az emberi bőrön, főként a faggyúmirigyekben található, és ez a baktérium a pattanások egyik fő okozója.